# Oberlinxweiler
Oberlinxweiler ist ein Stadtteil und Gemeindebezirk der Stadt St. Wendel im gleichnamigen Landkreis im Saarland. Bis Ende 1973 war Oberlinxweiler eine eigenständige Gemeinde.

## Geographie
Oberlinxweiler liegt an der Blies am Fuße bzw. nördlich des Spiemonts (400,5 m ü. NN.) und des Steinbergs (375 m ü. NN.) auf einer Höhe von 260 m ü. NN. (ehemaliger Bahnhof). Zwischen Spiemont und Steinberg bildete die Blies einen tiefen Einschnitt, der als „Linxweiler Pforte“ bezeichnet wird. Durch den Bau der Nahetalbahn in der Mitte des 19. Jahrhunderts und den Neubau der B 41 Anfang der 1970er Jahre wurde diese Engstelle aufgeweitet. Seit dem Jahr 2007 gehört Oberlinxweiler wie das gesamte Gebiet der Stadt St. Wendel zum Naturpark Saar-Hunsrück.

## Geschichte

Kulturscheune Oberlinxweiler

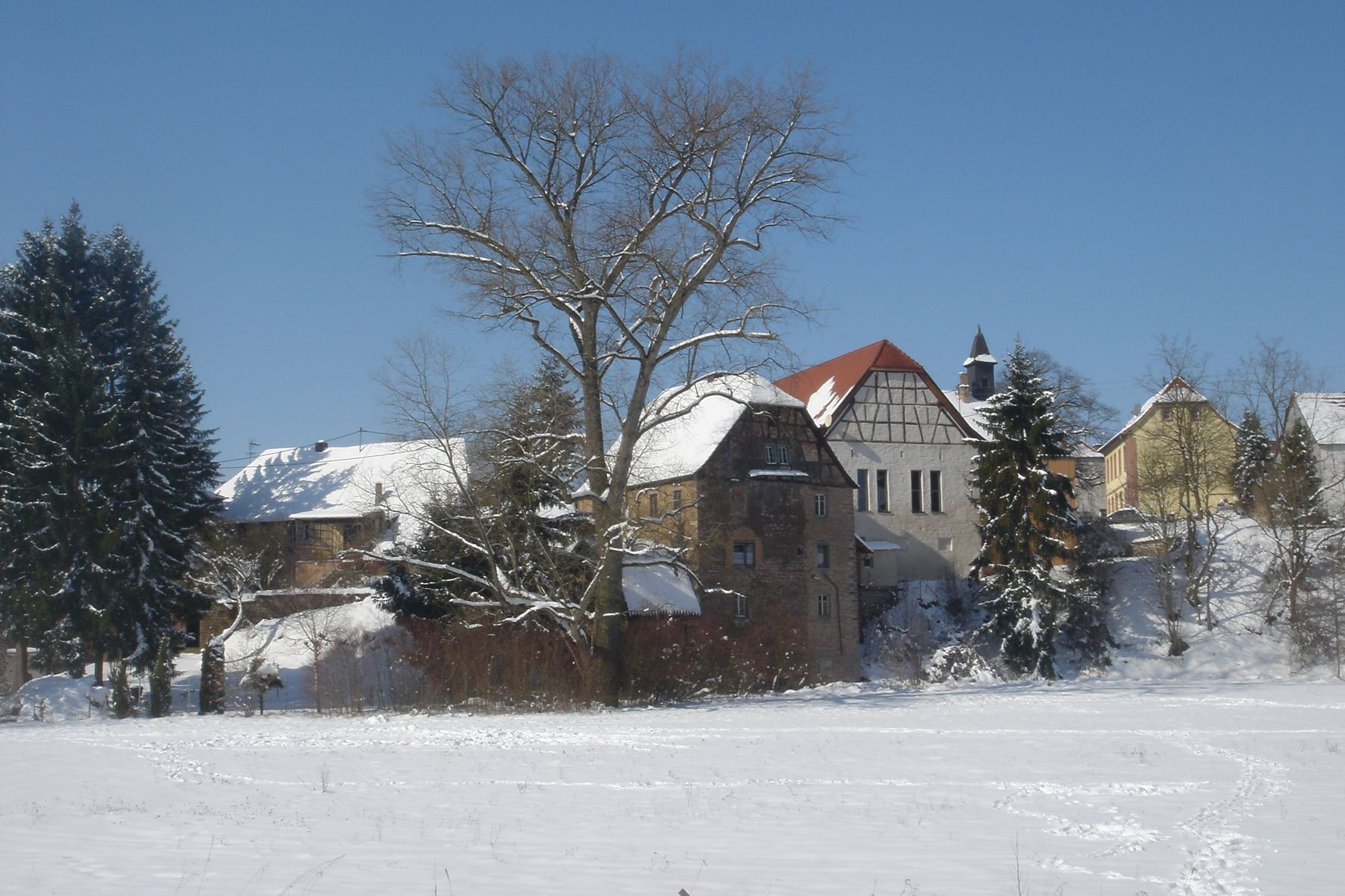
Winteransicht der Hochmühle und des historischen Schulensembles

Wohngebiet am Hirschberg mit Marienkrankenhaus

Die Gegend war Bodenfunden zufolge bereits in prähistorischer Zeit bewohnt. So befand sich auf dem Spiemont eine keltische Befestigungsanlage, die auch noch in römischer Zeit genutzt wurde. Um 1840 führte der im Jahr 1836 gegründete St. Wendeler Historische Verein eine erste Grabung am Spiemont durch. Am nordöstlichen Berghang wurden in der Flur „Auf Hendschhof"“ römerzeitliche Mauern in einer Ausdehnung von 150 Fuß ausgegraben, es wurden auch Säulenstücke, ein Steinrelief mit nacktem Knaben und Vogel, eine Wasserleitung und Münzen von Claudius (41–54) bis Licinius (308–324) gefunden. Die Grabung ergab, dass das Gebäude wohl durch einen Brand zerstört worden ist. 1891 fand dann am östlichen Ende des Spiemonts in Flur „Kalkofen“ eine weitere Ausgrabung in römischen Siedlungsresten statt. Wichtigster Fund war ein gut erhaltenes Badebecken, aus dem ein Bleirohr mit Bronzekappe und Klappverschluß hervorschaute. Neben „Töpfen und Ziegelsteinen“ wurde auch eine aus Sandstein hergestellte Statue ausgegraben.
Um das Jahr 1850 wurde in der Ortsmitte von Oberlinxweiler bei Erdarbeiten für den Bau einer Scheune, die heute als Kulturzentrum genutzt wird, eine frühmittelalterliche Kirchenwüstung entdeckt. Laut der Oberlinxweiler Schulchronik, die der Lehrer Johann Georg Schneider um Ende des 19. Jahrhunderts verfasst hat, wurden folgende Funde gemacht:
1. Ein großer Klumpen geschmolzenen Glockengutes mit Schiefer und Erde vermischt, dazu zwei eiserne Klöppel (wurde nahe dem Ostende gefunden).
2. Eine größere Anzahl von Gerippen, von denen meistens der Schädel gut erhalten und vollzählig mit Zähnen besetzt waren, während die dünneren Gliederknochen sich sehr morsch und zerfallen zeigten. Deutlich bemerkte man dabei zwei, an manchen Stellen sogar drei Leichen übereinander. Holz- und Sargteile wurden nicht entdeckt – wie man sagt, keine Spur davon wahrgenommen. Fast alle Gerippen schienen dem kräftigsten Mannesalter angehört zu haben (die Fundstelle ist der Hintergrund der Tenne).
3. Etwas mehr nach Westen wurde ein starker Hohlschlüssel gefunden dessen Form dem ?? (unleserlich) Jahrhundert angehört, und in natürlicher Größe abgebildet ist. (hier verkleinert).

Die abgetragenen Erdmassen wurden zum Auffüllen des Bahndamms der Nahetalbahn genutzt. In der Chronik von Lehrer Schneider heißt es dazu:
„Ohne Zweifel hätten außer diesen typischen Funden damals noch eine Menge kleinerer gemacht werden können, die uns wertvolle Aufschlüsse gegeben hätten, aber Einsicht und Interesse für die Lokalgeschichte werden in jener geldreichen Zeit des Eisenbahnbaues selten gewesen sein. Der ganze Abraum wurde auf den Bahndamm abgefahren, wofür dem Besitzer noch eine Vergütung gezahlt wurde. Dort wurden die unverletzten Schädel pietätvoll wieder mit Erde umhüllt, und so brausen die Schnellzüge über die alten Frankenköpfe und täuschen ihnen Schlachtgetöse vor, das einst den schwertgewaltigen Männern so vertraut war.“
Der frühere Landeskonservator Alfons Kolling sah in dieser Kirchenwüstung einen Beleg dafür, dass es in Oberlinxweiler seit vorrömischer Zeit eine Besiedlungskontinuität gegeben hat.
Urkundlich wurde Oberlinxweiler erstmals im Jahr 871 als „Lainchesivilliare“ in einer Urkunde Kaisers Ludwig II, genannt „der Deutsche“, erwähnt. Hierbei geht es um die Dotation des 1573 aufgelösten Klosters Neumünster; dieses Kloster ist seinerseits die Keimzelle der heutigen Stadt Ottweiler, die zu den ältesten Gründungen im Saarland zählt. Die Urkunde existiert in drei Abschriften aus dem 16. und 17. Jahrhundert, in denen der Ort unter verschiedenen Namen – Linchisivillare, Lainchisivillare, Lainchisvillare – erscheint. Andere Urkunden erwähnen Linxweiler, später geteilt in Niederlinxwiler und Oberlenxwiler.
Die Geschichte beider Orte teilt diejenige Ottweilers; im Dreißigjährigen Krieg wurden sie verwüstet. Über Jahrhunderte gehörten Ober- und Niederlinxweiler zur Grafschaft Nassau-Saarbrücken. Nördlich grenzte Oberlinxweiler an die Stadt St.Wendel, die zum Kurfürstentum Trier gehörte. Noch heute wird deshalb der hintere Teil der Jakob-Stoll-Straße im Volksmund „die Grenz“ genannt.
Nach der Besetzung des Linken Rheinufers durch französische Revolutionstruppen im Jahr 1794 wurde Oberlinxweiler Teil des französischen Saardepartements. Aufgrund der Beschlüsse auf dem Wiener Kongress (1815) und eines Zusatzvertrages mit dem Königreich Preußen kam der Ort 1816 zur „Herrschaft Baumholder“, die zum Herzogtum Sachsen-Coburg-Saalfeld gehörte und 1819 in Fürstentum Lichtenberg umbenannt wurde. 1834 wurde dieses Fürstentum an Preußen verkauft, und damit wurde Oberlinxweiler Teil der preußischen Rheinprovinz.
Im Rahmen der saarländischen Gebiets- und Verwaltungsreform wurde die bis dahin eigenständige Gemeinde Oberlinxweiler am 1. Januar 1974 der Kreisstadt Sankt Wendel zugeordnet. Neben dem alten Ortskern sind in den letzten 30 Jahren neue Wohngebiete entstanden, so Am Dilling, Am Spiemont, Im Eckenthal, Am Hirschberg, Auf der Ha und seit 2021 10 neue Bauplätze auf dem Areal der ehemaligen evangelischen Kirche.

## Politik
Das politische Gremium im Ort ist der Ortsrat und besteht aus elf Mitgliedern. Ortsvorsteher ist Dirk Schmidt (CDU). Stellvertretender Ortsvorsteher ist Thorsten Frey (CDU).
Bürgermeister von Oberlinxweiler bis zur Gebietsreform am 1. Januar 1974 waren:
- Johann L`Hoste (KPD), 15. September 1946 – 31. März 1949
- Jakob Stoll (SPD), 1. April 1949 – 18. Mai 1973
- Hans Schmelzer (SPD), 19. Mai 1973 – 31. Dezember 1973

Ortsvorsteher von Oberlinxweiler seit der Gebiets- und Verwaltungsreform 1974
- Wolf Schwingel (SPD), 5. Juni 1974 – 24. Januar 1990
- Karl-Heinz Schweig (SPD), 23. März 1990 – 28. Juli 1999
- Jürgen Zimmer (SPD), 29. Juli 1999 – 22. Juni 2015
- Jörg Birkenbach (SPD), 29. Juli 2015 – 15. Juli 2024
- Dirk Schmidt (CDU), seit 16. Juli 2024

Die Sitzverteilung nach den letzten Wahlen vom 9. Juni 2024:
| Wahl | SPD | CDU | Grüne | Sitze |
| ---- | --- | --- | ----- | ----- |
| 2024 | 5   | 6   | -     | 11    |
| 2019 | 6   | 4   | 1     | 11    |
| 2014 | 8   | 3   | -     | 11    |
| 2009 | 6   | 5   | -     | 11    |
| 2004 | 6   | 5   | -     | 11    |
| 1999 | 7   | 4   | -     | 11    |

## Persönlichkeiten
- Jakob Stoll (* 1897 † 1973) Ehrenbürger, Bürgermeister (SPD) 1. April 1949 – 18. Mai 1973